# Formation de Jiufotang
La formation de Jiufotang est une formation géologique d'âge Crétacé inférieur qui affleure dans la province de Liaoning (et en particulier dans la région de la ville-préfecture de Chaoyang), située dans le nord-est de la Chine. 
Elle est célèbre pour ses fossiles terrestres, souvent très bien conservés, en particulier ceux d'oiseaux primitifs, de dinosaures à plumes et de ptérosaures, ainsi que des mammifères et plantes à fleurs primitifs. C'est l'une des formations géologiques ayant enregistré, grâce à ses fossiles, le réputé biote de Jehol.

## Historique
La formation de Jiufotang représente la partie supérieure du « groupe de Jehol » défini par Gu en 1962 et 1963 comme un ensemble de formations géologiques incluant les différentes « couches de Jehol » : charbons, schistes bitumineux et roches volcaniques.
Elle est superposée aux couches (plus anciennes) de la formation d'Yixian, dont les datations radiométriques obtenues par S. C. Chang et ses collègues en 2009 donnent un âge situé entre 122,1 et 129,7 Ma, de l'Aptien inférieur à l'Hauterivien terminal.

## Description
C'est une séquence d'alternance de dépôts d'environnements marins et non-marins (fluvio-lacustre et volcanique -tufs, laves et pyroclastites-). Il s'agit de grès et de siltstones intercalés avec de nombreux niveaux d'argiles et de calcaires fins, admettant de fréquents intervalles de roches volcaniques. Leur datation est contrainte à la fois par la biostratigraphie des fossiles marins et par les datations radiométriques des niveaux volcaniques,,.

## Datation
La formation de Jiufotang a pu être datée en 2004 par datation radiométrique argon-argon (couple 39Ar-40Ar) sur des feldspaths potassiques (sanidine et orthoclase) provenant de tufs volcaniques intercalés dans les argiles fossilifères de la formation sur le site de Shangheshou. L'âge obtenu pour ces niveaux stratigraphiques est de 120,3 ± 0,7 MaMa, ce qui les situe dans l'Aptien inférieur.
|                   | Formations géologiques | Étages                                  | Datations en Ma  |
| ----------------- | ---------------------- | --------------------------------------- | ---------------- |
| Crétacé inférieur | Formation de Jiufotang | Aptien inférieur                        | 120,3 ± 0,7 Ma   |
| Crétacé inférieur | Formation d'Yixian     | Aptien inférieur à Hauterivien terminal | 122,1 à 129,7 Ma |
| Crétacé inférieur | Formation d'Huajiying  | Hauterivien supérieur                   | 130,7 Ma ,       |

## Paléobiote de Jehol
L'ensemble des trois principales formations géologiques du « Groupe de Jehol » a enregistré dans ses sédiments les fossiles de la faune et la flore qui vivaient à cette époque, ce paléo-écosystème est connu sous le nom de biote ou paléobiote de Jehol.

## Faune

### Choristodera («reptiles» semi-aquatiques)
| Genre          | Espèce                     | Région | Niveau | Nombre | Notes           |
| -------------- | -------------------------- | ------ | ------ | ------ | --------------- |
| Philydrosaurus | Philydrosaurus proseilus   |        |        |        | Monjurosuchidae |
| Ikechosaurus   | Ikechosaurus pijiagouensis |        |        |        | Simoedosauridae |
| Liaoxisaurus   | Liaoxisaurus chaoyangensis |        |        |        | Simoedosauridae |

### Poissons
| Genre         | Espèce                     | Région | Niveau | Nombre | Notes                             | Images |
| ------------- | -------------------------- | ------ | ------ | ------ | --------------------------------- | ------ |
| Jinanichthys  | Jinanichthys longicephalus |        |        |        | Un ostéoglossiforme.              |        |
| Lycoptera     | Lycoptera davidi           |        |        |        | Un ostéoglossiforme.              |        |
| Peipiaosteus  | Peipiaosteus pani          |        |        |        | Un poisson proche des esturgeons. |        |
| Protosephurus | Protosephurus liui         |        |        |        | Un poisson-spatule.               |        |
| Sinamia       | Sinamia zdanskyi           |        |        |        | Un poisson-castor.                |        |

### Mammifères
Plusieurs spécimens de mammifères primitifs ont été découverts, mais un seul a été décrit formellement.
| Genre               | Espèce          | Région | Niveau | Nombre                                                     | Notes |
| ------------------- | --------------- | ------ | ------ | ---------------------------------------------------------- | --- |
| Liaoconodon         | Liaoconodon hui |        |        | Squelette presque complet                                  | Un eutricodonte |
| mammifère non nommé | non nommé       |        |        | Restes partiels incluant un pied et des fragments du crâne | Un mammifère similaire à Eomaia et Sinodelphys de la Formation d'Yixian. Trouvé au niveau de l'estomac de Microraptor zhaoianus. |

### Dinosauresornithischiens
| Genre          | Espèce                        | Région | Niveau                                   | Nombre                                          | Notes              |  |
| -------------- | ----------------------------- | ------ | ---------------------------------------- | ----------------------------------------------- | ------------------ |  |
| Chuanqilong    | C. chaoyangensis              |        |                                          |                                                 | Un Ankylosauridae. |  |
| Psittacosaurus | Psittacosaurus meileyingensis |        | Couche de Meileyingzi                    | « Quatre spécimens, dont deux crânes complets » | Un cératopsien.    |  |
| Psittacosaurus | Psittacosaurus mongoliensis   |        | Couches de Shangheshou et de Meileyingzi |                                                 | Un cératopsien.    |  |

### Ptérosaures
| Genre           | Espèce            | Région | Niveau | Nombre | Notes | Images |
| --------------- | ----------------- | ------ | ------ | ------ | --- | ------ |
| Chaoyangopterus | C. zhangi         |        |        |        | Un chaoyangoptéridé.                                                                                                |        |
| Eoazhdarcho     | E. liaoxiensis    |        |        |        | Un chaoyangoptéridé.                                                                                                |        |
| Guidraco        | G. venator        |        |        |        | Un ptéranodontoïde.                                                                                                 |        |
| "Huaxiapterus"  | « H. » benxiensis |        |        |        | Nécessite un nouveau nom de genre.                                                                                  |        |
| "Huaxiapterus"  | « H. » corollatus |        |        |        | Un tapejaridé, nécessite un nouveau nom de genre, probablement le même que celui de « H. » benxiensis.              |        |
| Ikrandraco      | I. avatar         |        |        |        | Un ptéranodontoïde.                                                                                                 |        |
| Jidapterus      | J. edentus        |        |        |        | Un chaoyangoptéridé.                                                                                                |        |
| Liaoningopterus | L. gui            |        |        |        | Un ptéranodontoïde.                                                                                                 |        |
| Liaoxipterus    | L. brachyognathus |        |        |        | Un istiodactylidé.                                                                                                  |        |
| Linlongopterus  | L. jennyae        |        |        |        | Un ptéranodontoïde.                                                                                                 |        |
| Nemicolopterus  | N. crypticus      |        |        |        | Un dsungaripteroïde. Parfois encore considéré comme un tapéjaridé. Probablement un juvénile, donc de petite taille. |        |
| Nurhachius      | N. ignaciobritoi  |        |        |        | Un istiodactylidé.                                                                                                  |        |
| Shenzhoupterus  | S. chaoyangensis  |        |        |        | Un chaoyangoptéridé.                                                                                                |        |
| Sinopterus      | S. dongi          |        |        |        | Un tapejaridé. |        |
| Sinopterus      | S. jii            |        |        |        | Connu précédemment sous le nom de Huaxiapterus jii.                                                                 |        |

### Dinosauressaurischiens
Une espèce non nommée de titanosaures est également présente dans la formation.

#### énanthiornithes
| Genre             | Espèce                        | Région | Niveau | Matériel                                                       | Notes                  | Images |
| ----------------- | ----------------------------- | ------ | ------ | -------------------------------------------------------------- | ---------------------- | ------ |
| Alethoalaornis    | Alethoalaornis agitornis.     |        |        |                                                                | Un énanthiornithes     |        |
| Boluochia         | Boluochia zhengi              |        |        | « Crâne partiel et squelette post-crânien également partiel. » | Un longipterygidé      |        |
| Cathayornis       | Cathayornis aberransis        |        |        |                                                                | Un énanthiornithes     |        |
| Cathayornis       | Cathayornis caudatus          |        |        |                                                                | Nomen dubium.          |        |
| Cathayornis       | Cathayornis yandica           |        |        | « squelette partiel »                                          | Un énanthiornithes     |        |
| Cuspirostrisornis | Cuspirostrisornis houi        |        |        |                                                                | Un possible avisauridé |        |
| Dapingfangornis   | Dapingfangornis sentisorhinus |        |        |                                                                | Un énanthiornithes     |        |
| Eocathayornis     | Eocathayornis walkeri         |        |        | « squelette partiel »                                          | Un énanthiornithes     |        |
| Gracilornis       | Gracilornis jiufotangensis    |        |        |                                                                | Un énanthiornithes     |        |
| Huoshanornis      | Huoshanornis huji             |        |        |                                                                | Un énanthiornithes     |        |
| Largirostrornis   | Largirostrornis sexdentoris   |        |        |                                                                | Un énanthiornithes     |        |
| Longchengornis    | Longchengornis sanyanensis    |        |        |                                                                | Un énanthiornithes     |        |
| Longipteryx       | Longipteryx chaoyangensis     |        |        |                                                                | Un longipterygidé      |        |
| Rapaxavis         | Rapaxavis pani                |        |        |                                                                | Un longipterygidé      |        |
| Sinornis          | Sinornis santensis            |        |        | « Crâne partiel et squelette post-crânien presque complet »    | Un énanthiornithes     |        |
| Xiangornis        | Xiangornis shenmi             |        |        |                                                                | Un énanthiornithes     |        |

#### euornithes
| Genre              | Espèce                          | Région    | Niveau | Matériel              | Notes                                                    | Images |
| ------------------ | ------------------------------- | --------- | ------ | --------------------- | -------------------------------------------------------- | ------ |
| Aberratiodontus    | Aberratiodontus wui             |           |        |                       | Synonyme junior de Yanornis martini.                     |        |
| Chaoyangia         | Chaoyangia beishanensis         |           |        | « Squelette partiel » | Un Ornithurae                                            |        |
| Jianchangornis     | Jianchangornis microdonta       | Jianchang |        |                       | Un Ornithurae                                            |        |
| Parahongshanornis. | Parahongshanornis chaoyangensis |           |        |                       | Un hongshanornithidé                                     |        |
| Schizooura         | Schizooura lii                  | Jianchang |        |                       | Un Ornithurae avec de longues plumes de queue fourchues. |        |
| Songlingornis      | Songlingornis linghensis        |           |        |                       | Un Ornithurae.                                           |        |
| Yanornis           | Yanornis martini                |           |        |                       | Un Ornithurae.                                           |        |
| Yixianornis        | Yixianornis grabaui             |           |        |                       | Un Ornithurae.                                           |        |

#### théropodesdivers
| Genre             | Espèce                        | Région   | Niveau                 | Matériel                                                                         | Notes                                                                                          | Images |
| ----------------- | ----------------------------- | -------- | ---------------------- | -------------------------------------------------------------------------------- | ---------------------------------------------------------------------------------------------- | ------ |
| Confuciusornis    | Confuciusornis sanctus        |          |                        |                                                                                  | Un oiseau primitif à courte queue (pygostylien). Présent également dans la formation d'Yixian. |        |
| Confuciusornis    | Confuciusornis jianchangensis | Liaoning |                        |                                                                                  |                                                                                                |        |
| Dalianraptor      | Dalianraptor cuhe             |          |                        |                                                                                  | Un avialien basal.                                                                             |        |
| Jeholornis        | Jeholornis prima              |          |                        |                                                                                  | Un avialien basal.                                                                             |        |
| Jeholornis        | Jeholornis palmapenis.        |          |                        |                                                                                  | Un avialien basal                                                                              |        |
| Microraptor       | Microraptor gui               |          | Couche de Shangheshou  | Très commun.                                                                     | Pourrait être un synonyme de Microraptor zhaoianus.                                            |        |
| Microraptor       | Microraptor zhaoianus         |          | Couche de Shangheshou. | « Au moins trois squelettes post-crâniens presque complets et plusieurs crânes » | Un dromaeosauridé.                                                                             |        |
| Omnivoropteryx    | Omnivoropteryx sinousaorum    |          |                        |                                                                                  | Un omnivoroptérygiforme                                                                        |        |
| Sapeornis         | Sapeornis angustis            |          |                        | « Squelette presque complet, sans crâne »                                        | Un omnivoroptérygiforme (oiseau primitif à courte queue).                                      |        |
| Sapeornis         | Sapeornis chaoyangensis       |          |                        |                                                                                  | Un omnivoroptérygiforme (oiseau primitif à courte queue).                                      |        |
| Shenshiornis      | Shenshiornis primita.         |          |                        |                                                                                  | Un omnivoroptérygiforme                                                                        |        |
| Similicaudipteryx | Similicaudipteryx yixianensis |          |                        |                                                                                  | Un oviraptorosaurien                                                                           |        |
| Sinotyrannus.     | Sinotyrannus kazuoensis       |          |                        |                                                                                  | Un tyrannosauroïde                                                                             |        |
| Zhongjianornis    | Zhongjianornis yangi          |          |                        |                                                                                  | Un oiseau primitif à courte queue.                                                             |        |